# Hong Yun-suk
Hong Yun-suk (* 19. August 1925 in Chŏngju, Provinz Nord-P'yŏngan; † 12. Oktober 2015) war eine südkoreanische Lyrikerin.

## Leben
Hong Yun-suk wurde in Chŏngju, Provinz Nord-P'yŏngan geboren und wuchs in Seoul auf. Sie besuchte die Tongdŏk-Mädchenschule und studierte dann an der Pädagogischen Hochschule Gyeongseong (Kyŏngsŏng). Nachdem sie einige Jahre als Lehrerin gearbeitet hatte, begann sie ein Studium an der Pädagogischen Hochschule der Seoul National University, das sie jedoch nach Ausbruch des Koreakrieges abbrach.
1947 debütierte sie in der Zeitschrift "Literatur-Neuigkeiten" (문예신보) mit dem Gedicht Herbst (가을). Neben dem Schreiben arbeitete sie hauptsächlich für unterschiedliche Zeitungen und Magazine. Hong Yun-suk bekleidete verschiedene Ämter im Kulturbereich, zum Beispiel war sie Präsidentin des Koreanischen Frauenliteraturverbands und des Koreanischen Lyrikvereins.
Für ihre Werke wurde sie mehrfach ausgezeichnet. So erhielt sie unter anderem den Ku-Sang-Literaturpreis (2012) und den Chungang-Preis (2002) in der Kategorie Kunst.
Wie viele Koreaner ihrer Generation prägten der Koreakrieg und die Teilung des Landes ihr Leben. Daher schwingen in vielen ihrer Gedichte Pessimismus und eine düstere Grundstimmung mit.

## Arbeiten

### Koreanisch

#### Gedichtsammlungen
- 여사시집 (麗史詩集) (Frauen Anthologie)  (1962)
- 풍차 (Windmühle) (1964)
- 장식론 (Schmuck) (1968)
- 일상의 시계소리 (Das Ticken der Lebensuhr ) (1971)
- 타관의 햇살 (Sonnenlicht in einem fremden Land) (1974)
- 하지제 (夏至祭) (Sommersonnenwende) (1978)
- 사는 법 (Die Art zu leben) (1983)
- 태양의 건너마을 (Das Dorf jenseits der Sonne) (1987)
- 짧은 밤에 긴 시를 (Lange Gedichte einer kurzen Nacht) (1989)
- 지상의 그 집 (Das Heim auf Erden) (2004)

### Übersetzungen

#### Englisch
Sunlight on the Land Far From Home: Collected Poems Peperkorn (2004), ISBN 978-3-929181-64-7.

## Auszeichnungen
- 2012 – Ku-Sang-Literaturpreis
- 2002 – Chungang-Preis, Kategorie Kunst
- 1997 – Preis der Kunstakademie der Republik Korea in der Kategorie Literatur
- 1995 – Kongch'o Literaturpreis
- 1993 – Orden für kulturelle Verdienste